# Список олимпийских бассейнов Казахстана
Список олимпийских (50 метров) плавательных бассейнов Казахстана на апрель 2024 года согласно данным Министерства туризма и спорта Казахстана.
| №  | Название (рус. )                                                               | Название (каз.)                                                             | Город, адрес                                               | Год постройки | число дорожек | максимальная глубина |
| -- | ------------------------------------------------------------------------------ | --------------------------------------------------------------------------- | ---------------------------------------------------------- | ------------- | ------------- | -------------------- |
| 1  | Центральный бассейн                                                            | Орталық бассейн                                                             | г. Атырау, ул.Данунахова 5                                 | 2006 год      | 8             | 5,5 м                |
| 2  | Ertis Olympic                                                                  | Ertis Olympic                                                               | г. Павлодар мкр.Усольский                                  | 2018 год      | 10            | 2,20 м               |
| 3  | Бассейн ДЮСШ № 1 им К. Оспанова                                                | К.Оспанов атындағы №1 БЖСМ бассейнi                                         | г.Костанай ул.Промышленная, 40                             | 2022 год      | 10            | 2,5 м                |
| 4  | Плавательный бассейн СОК Казахмыс                                              | Жүзу бассейнi                                                               | г.Сатпаев, Проспект Независимости, 26а                     | 2005 год      | 8             | 2,3 м                |
| 5  | Культурно-спортивный комплекс "Арена"                                          | "Арен" мәдени-спорттық кешені                                               | г.Семей, мкр. Карагайлы, 39                                | 2019 год      | 10            | 5 м                  |
| 6  | Бассейн "Дельфин"                                                              | "Дельфин" бассейні                                                          | г. Тараз. Проспект Абая, 109/1                             | 2001 год      | 10            | 2,20 м               |
| 7  | Дворец спорта "Тараз-Арена" им. Ж. Ушкемпирова                                 | Жақсылық Үшкемпіров атындағы "Тараз-Арена" спорт сарайы                     | г. Тараз, ул.Тауке хана, 22                                | 2013 год      | 8             | 2,20 м               |
| 8  | Плавательный бассейн СКГУ им. М. Козыбаева                                     | М.Козыбаев атындағы жүзу бассейні                                           | г. Петропавловск, ул. Абая Кунанбаева, 31а                 | 2008 год      | 10            | 2,7 м                |
| 9  | Плавательный бассейн Дворец спорта "Бурабай"                                   | "Бурабай" СК жүзу бассейнi                                                  | г.Кокшетау, ул. Талгата Бегельдинова, 83                   | 2009 год      | 8             | 3 м                  |
| 10 | Центральный бассейн                                                            | Орталық бассейн                                                             | г. Усть-Каменогорск, Проспект Каныша Сатпаева, 82/3        | 2016 год      | 8             | 4,8 м                |
| 11 | Центр водных видов спорта "Достык"                                             | "Достык" су спорттар орталығы                                               | г. Актобе, ул. Мангилик Ел, 6                              | 2014 год      | 10            | 3 м                  |
| 12 | Центральный бассейн                                                            | Орталық бассейн                                                             | г. Талдыкорган                                             | 2021 год      | 10            | 5,35 м               |
| 13 | Республиканская олимпийская база                                               | Республикалық олимпиадалық база                                             | Алматинская обл, Карасайский район, село Кемертоған        | 2022 год      | 10            | 2 м                  |
| 14 | D-fitness спорт комплекс                                                       | D-fitness спорт кешені                                                      | г. Алматы, 12-й микрорайон, 20а                            | 2014 год      | 8             | 2,5 м                |
| 15 | Республиканская специализированная школа-интернат-колледж олимпийского резерва | Республикалық мамандандырылған олимпиадалық резерв мектеп-интернат-колледжі | г. Алматы, ул. Махамбет Отемисулы, 71Б                     | 2007 год      | 8             | 2,5 м                |
| 16 | Центральный плавательный бассейн "Рахат лукум"                                 | "Рахат лукум" орталық жүзу бассейні                                         | г. Алматы, Проспект Гагарина, 48                           | 1967 год      | 8             | 2,5 м                |
| 17 | СОК "Денсалық"                                                                 | "Денсалық" ДШСК                                                             | г. Шымкент                                                 | 1970 год      | 8             | 5 м                  |
| 18 | Вода-центральный спортивный комплекс                                           | Орталық су спорт кешені                                                     | г. Шымкент                                                 | 2012 год      | 8             | 5 м                  |
| 19 | ПБ "Жастар"                                                                    | ЖБ "Жастар"                                                                 | г. Темиртау, Проспект Республики, 34                       | 1978 год      | 5             | 2,6 м                |
| 20 | "Орион" ГБУ                                                                    | "Орион" МБМ                                                                 | г. Байконур                                                | 1971 год      | 8             | 5 м                  |
| 21 | "Алатау" Дворец спорта МВД РК                                                  | "Алатау" ҚР ІІМ спорт сарайы                                                | г. Астана, Алматинский район, Проспект Тауелсиздик, 1/1Д   | 2000 год      | 8             | 4м                   |
| 22 | "Барыс Арена" МЛД                                                              | "Барыс Арена" КМС                                                           | г. Астана, Нуринский район, Проспект Туран, 57             | 2015 год      | 10            | 5м                   |
| 23 | Назарбаев Университет                                                          | Назарбаев Университеті                                                      | г. Астана, Нуринский район, Проспект Кабанбай батыр, 53 к3 | 2010 год      | 10            | 5м                   |